# Herwig Mahr
Herwig Mahr (* 20. Juli 1959 in Linz) ist ein österreichischer Politiker (FPÖ) und selbständiger Techniker. Mahr ist seit 2009 Abgeordneter zum Oberösterreichischen Landtag.

## Leben
Mahr besuchte nach der Volksschule Keferfeld vier Jahre das Gymnasium in der Fadingerstraße und absolvierte danach die HTL Paul Hahnstraße für Maschinenbau. Zwischen 1979 und 1980 leistete Mahr seinen Präsenzdienst beim Bundesheer ab und war danach zwischen 1980 und 1982 bei der Firma Hable beschäftigt. Zwischen 1982 und 1991 arbeitete Mahr für TANN Papier, seit 1992 ist er mit seiner Firma Elektro Tiefenbacher Ges.mbH. in Traun als selbständiger Techniker tätig. 
Mahr trat 1977 der FPÖ bei und war zwischen 1985 und 1991 Gemeinderat in Traun und hatte zwischen 1991 und 2003 das Amt des Vizebürgermeisters inne. Zwischen 2003 und 2009 war Mahr erneut Gemeinderat und Prüfungsausschussobmann. Mahr ist zudem seit 1985 FPÖ-Stadtparteiobmann und seit 1987 Bezirksparteiobmannstellvertreter. 2005 wurde er in die FPÖ-Landesparteileitung gewählt, 2006 zuletzt als Bezirksobmann des Ringes Freiheitlicher Wirtschaftstreibender (RFW) bestätigt. Am 23. Oktober 2009 wurde Mahr als Abgeordneter zum Landtag angelobt. 
Nach der Landtagswahl in Oberösterreich 2015 wurde er am 23. Oktober 2015 zum Klubobmann des FPÖ-Landtagsklubs Oberösterreich gewählt und folgte damit in dieser Funktion Günther Steinkellner nach. Im Februar 2025 folgte ihm Thomas Dim als Klubobmann nach.
Im Juni 2019 wurde Herwig Mahr zum Vizepräsidenten des Aufsichtsrates der Oberösterreichischen Versicherung bestellt, Aufsichtsratspräsident wurde Reinhold Mitterlehner.
Mahr hat einen Sohn.